# 인비저블 우먼 (영화)
《인비저블 우먼》(영어: The Invisible Woman)은 2013년 공개된 영국의 전기 드라마 영화이다.

## 출연진
- 레이프 파인스
- 펄리시티 존스
- 크리스틴 스콧 토머스
- 톰 홀랜더
- 조애나 스캔런
- 미셸 페얼리
- 톰 버크
- 퍼디타 위크스
- 어맨다 헤일